# Chiggy Wiggy
Chiggy Wiggy è il singolo promotore della colonna sonora del film best seller di fattura bollywoodiana Blue, interpretato dalla cantante Australiana Kylie Minogue con l'attore nonché protagonista del film Akshay Kumar. La release ufficiale è prevista solo in India, mentre la canzone è scaricabile legalmente dalla piattaforma digitale ITunes.

## Descrizione
Il singolo è un pezzo indie pop, prodotto dal vincitore Oscar A.R. Rahman. Il pezzo si presenta in due versioni, una editata che fa parte del film di cui ne è la colonna sonora, un'altra più lunga che è l'originale.
È stato girato anche un video per il lancio del singolo, che però ha visto la luce solo in India e non nel resto del mondo. Il video è una sequenza dello stesso film, in cui la cantante interpreta un cameo nel ruolo di se stessa.
Il titolo si rifà ad una popolare danza indiana.
Il duetto ha ottenuto parecchio successo in India, dove è arrivato al primo posto della classifica ufficiale indiana. Un record per Kylie, visto che finora mai nessun artista internazionale era riuscito ad entrare nella classifica indiana, affollata di artisti nazionali.
Kylie è la seconda artista internazionale (il primo fu Sylvester Stallone) ad interpretare un ruolo in un film di Bollywood, la celebre antagonista indiana di Hollywood. Il suo ruolo visto come Item Girl, non ha particolari legami con la trama del film, ma è solo un cameo. La sua collaborazione al pezzo ed al film è un voluto motivo di rendere internazionale il cinema di Bollywood. Il pezzò è stato registrato nello studio della cantante a Londra, mentre il video in India.